# U-596
Unterseeboot 596 foi um submarino alemão do Tipo VIIC, pertencente a Kriegsmarine que atuou durante a Segunda Guerra Mundial.

## Comandantes
| Comandante                | Data                                         |
| ------------------------- | -------------------------------------------- |
| Kptlt. Gunter Jahn        | 13 de novembro de 1941 - 27 de julho de 1943 |
| Oblt. Victor-Wilhelm Nonn | 28 de julho de 1943 - julho de 1944          |
| Oblt. Hans Kolbus         | julho de 1944 - 8 de setembro de 1944        |

## Subordinação
Durante o seu tempo de serviço, esteve subordinado às seguintes flotilhas:
| Período                                         | Flotilha                                   |
| ----------------------------------------------- | ------------------------------------------ |
| 13 de novembro de 1941 - 30 de junho de 1942    | 8. Unterseebootsflottille (treinamento)    |
| 1 de julho de 1942 - 18 de novembro de 1942     | 3. Unterseebootsflottille (serviço ativo)  |
| 19 de novembro de 1942 - 24 de setembro de 1944 | 29. Unterseebootsflottille (serviço ativo) |

## Operações conjuntas de ataque
O U-596 participou das seguinte operações de ataque combinado durante a sua carreira:
- Rudeltaktik Lohs (11 de agosto de 1942 - 22 de setembro de 1942)
- Rudeltaktik Delphin (4 de novembro de 1942 - 13 de novembro de 1942)